# Municipio de Santiago Lalopa
El municipio de Santiago Lalopa es uno de los 570 municipios del estado mexicano de Oaxaca. Su cabecera es la localidad de Santiago Lalopa.

## Geografía
El municipio de Santiago Lalopa colinda al norte con los municipios de San Juan Yaeé y Santiago Camotlán; al este con el municipio de San Juan Yatzona; al sur con el municipio de Villa Talea de Castro; y al oeste con el municipio de Tanetze de Zaragoza.

## Localidades
El municipio de Santiago Lalopa cuenta con dos localidades.
| Localidad       | Población (2020) |
| --------------- | ---------------- |
| Santiago Lalopa | 422              |
| Quera Quiets    | 9                |

## Gobierno
El municipio de Santiago Lalopa se rige mediante el sistema de usos y costumbres.
| Presidente municipal                  | Localidad |
| ------------------------------------- | --------- |
| Fidel Martínez Pérez                  | 1996-1997 |
| Bernabé Flores Santiago               | 1997      |
| Silvestre Martínez Martínez           | 1998      |
| Macedonio T. Flores Gómez             | 1999      |
| Fortunato Martínez                    | 2000      |
| Secundino N. López Cruz               | 2001      |
| Noé Andrés Zavala                     | 2002-2004 |
| Bernabé Morales Andrés                | 2005-2007 |
| Juan Gonzalo López Vásquez            | 2008-2010 |
| Gregorio Lorenzo López                | 2011-2013 |
| Javier Martínez Valdés                | 2013-2014 |
| Venustiano Onésimo Yescas Santiago    | 2015-2016 |
| Mateo Bautista Andrés                 | 2017-2019 |
| Hugo Enrique Cruz Santiago            | 2020-2022 |
| Hermenegildo Francisco Pérez Martínez | 2023-2025 |